# Puchar Polski (województwo łódzkie) w piłce nożnej mężczyzn (2023/2024)
W sezonie 2023/2024 Puchar Polski na szczeblu regionalnym w województwie łódzkim składał się z 3 rund, w których wzięło udział 8 zespołów: 2 z OPP Łódź, 2 z OPP Piotrków Trybunalski, 2 z OPP Sieradz i 2 z OPP Skierniewice. Rozgrywki miały na celu wyłonienie zdobywcy Regionalnego Pucharu Polski w województwie łódzkim i uczestnictwo na szczeblu centralnym Pucharu Polski w sezonie 2024/2025.
Trofeum obroniła Unia Skierniewice.

## Uczestnicy
| III liga | IV liga                                                                 | klasa okręgowa                                               |
| --- | ----------------------------------------------------------------------- | ------------------------------------------------------------ |
| - GKS Bełchatów – OPP Piotrków Trybunalski - Warta Sieradz – OPP Sieradz - Pelikan Łowicz – OPP Skierniewice - Unia Skierniewice – OPP Skierniewice | - AKS SMS Łódź – OPP Łódź - Ceramika Opoczno – OPP Piotrków Trybunalski | - Ner Poddębice – OPP Łódź - Złoczevia Złoczew – OPP Sieradz |

## 1/4 finału
Losowanie par ćwierćfinałowych, podobnie jak późniejszej fazy, miało miejsce 19 stycznia 2024 roku, natomiast mecze rozegrano 17 kwietnia tegoż roku.
| 17 kwietnia 2024 | AKS SMS Łódź                                   | 3:0   | Ceramika Opoczno |  |
| 16:00            | 21' Artur Gieraga · 45', 90' Patryk Pietrasiak | (2:0) |                  |  |

| 17 kwietnia 2024 | Pelikan Łowicz                             | 2:0   | GKS Bełchatów |  |
| 17:00            | 70' Szymon Sołtysiński · 90' Jakub Garnysz | (0:0) |               |  |

| 17 kwietnia 2024 | Złoczevia Złoczew | 0:2   | Ner Poddębice                         |  |
| 17:00            |                   | (0:1) | 18' Mateusz Spychalski · 65' Jan Peda |  |

| 17 kwietnia 2024 | Warta Sieradz | 0:6   | Unia Skierniewice                                                     |  |
| 17:00            |               | (0:4) | 4', 87' Mykyta Wasin · 8', 31', 42' Kamil Sabiłło · 82' Damian Makuch |  |

## 1/2 finału
Losowanie par półfinałowych miało miejsce 19 stycznia 2024 roku, natomiast mecze rozegrano 22 i 29 maja tegoż roku.
| 22 maja 2024 | AKS SMS Łódź | 0:4   | Unia Skierniewice                                                                 |  |
| 17:00        |              | (0:1) | 25' Szymon Łapiński · 65' Wadym Jaworśkyj · 81' Kamil Sabiłło · 90' Damian Makuch |  |

| 29 maja 2024 | Ner Poddębice | 0:4   | Pelikan Łowicz                                                                               |  |
| 19:00        |               | (0:2) | 10' Kamil Łojszczyk · 43' Bartosz Dziemidowicz · 51' Jakub Pawlicki · 80' Szymon Sołtysiński |  |

## Finał
Mecz finałowy odbył się 12 czerwca 2024 roku. W nim Unia Skierniewice pokonała Pelikana Łowicz, dzięki czemu zdobyła Regionalny Puchar Polski w woj. łódzkim oraz prawo do gry na szczeblu centralnym Pucharu Polski w sezonie 2024/2025.
| 12 czerwca 2024 | Unia Skierniewice                                | 3:0 (pd.) | Pelikan Łowicz |  |
| 20:00           | 93' Aghwan Papikjan · 107', 117' Wadym Jaworśkyj | (0:0)     |                |  |